# اسکنبیل لوتی
اسکنبیل لوتی، اسکنبیل باله خشک (نام علمی: Calligonum schizopterum) نام یک گونه از سرده اسکنبیل است. این سرده در ایران ۱۲ گونه گیاه درختچه ای بیابانی دارد.